# Lommersweiler
Der belgische Ort Lommersweiler war bis 1976 der namensgebende Hauptort einer selbständigen Gemeinde und ist heute ein Ortsteil der Stadtgemeinde St. Vith in Belgien mit etwa 266 Einwohnern im Hauptort (Stand: 31. Dezember 2023) und 1176 in der ehemaligen Ortsgemeinde (Stand 31. Dezember 2010).

## Geografie
Der Ort gehört zur Deutschsprachigen Gemeinschaft (ein Gliedstaat des belgischen Bundesstaats) in Ostbelgien.
Lommersweiler befindet sich im Osten der Ardennen am Übergang zur Westeifel nahe der Grenze zu Deutschland und liegt auf einem Höhenrücken über den Tälern der Our und des Braunlaufs auf einer Höhe zwischen etwa 370 m O.P. im Tal am Zusammenfluss beider Gewässer und 510 m auf dem Bergrücken.

## Geschichte
Eine Besiedlung der Gegend um Lommersweiler bereits in vorchristlicher Zeit von den Kelten, spätestens aber durch die Römern wird angenommen, da (auch hier) der Verlauf der Via Mansuerisca als Siedlungsachse vermutet wird. Diese Vermutungen konnten bisher aber weder durch archäologische Grabungen noch durch Historische Quellen belegt werden.
Auch der Ursprung des Ortes liegt im Dunklen. In einer Urkunde von 1327 wird ein „Theodorich von Lummerswilre“ genannt, der Burgmann zu Reuland war und einem Adelsgeschlecht aus Lommersweiler angehörte. Seinerzeit gehörte der Ort zur Grafschaft Vianden. In den nachfolgenden Jahrhunderten gehörte die Region und somit auch Lommersweiler zunächst von 1405 an (oder 1417, abweichende Quellenlage) zum Haus Nassau und seit 1433 zu den Burgundischen Niederlanden (erst Haus Burgund, seit 1477 Habsburg). 1555 wurde die Region Teil der Spanischen Niederlanden und nach dem Spanischen Erbfolgekrieg durch die Friedensschlüsse von Utrecht und Rastatt (1713 und 1714) ging das Gebiet an Österreich und war fortan ein Teil der Österreichischen Niederlande.
Nach der Schlacht bei Fleurus (1794) und dem Sieg der französischen Revolutionsarmee stand die Region unter französischer Verwaltung und wurde 1795 dem Département Ourthe zugeordnet. Am 17. Februar 1800 wurde Lommersweiler aufgrund eines Dekrets der französischen Regierung Hauptort und Sitz (Mairie) der neu gegründeten und selbständigen Ortsgemeinde gleichen Namens.
Zu ihr gehörten neben dem Hauptort auch die Dörfer bzw. Weiler Alfersteg (teilweise), Atzerath, Breitfeld, Dreihütten, Galhausen, Heuem, Mackenbach, Neidingen, Setz, Schlierbach, Steinebrück, Weppeler und Wiesenbach. Die Gemeinde hatte 1885 1067 Einwohner und 1930 bereits 1265.
1815, nach der Niederlage Napoleons bei Waterloo, kam Lommersweiler durch den Wiener Kongress zu Preußen (Rheinprovinz) im Deutschen Bund und seit 1871 zum Deutschen Kaiserreich. Die Ortsgemeinde gehörte ab 1816 zunächst zum Landkreis Sankt Vith, der 1821 in den Kreis Malmedy eingegliedert wurde (beides Kreise im Regierungsbezirk Aachen).
Nach dem Ersten Weltkrieg wurde die Region Eupen-Malmedy 1920 aufgrund der Bestimmungen des Versailler Vertrags zunächst nur vorläufig und nach der 1920 durchgeführten und umstrittenen Volksabstimmung 1925 endgültig Belgien angegliedert.
Im Zweiten Weltkrieg wurde Belgien 1940 von der deutschen Wehrmacht überfallen. Die ostbelgischen Gebiete wurden vom nationalsozialistischen Deutschland annektiert und blieben bis zu ihrer Befreiung infolge der Niederlagen und des Rückzugs deutscher Truppen nach der gescheiterten Ardennenoffensive im Winter 1944/45 in deutscher Hand. Seitdem gehört Lommersweiler (wieder) zu Belgien, was auch durch einen bilateralen Vertrag, der die bestehenden Staatsgrenzen als „unverrückbar“ ansieht, 1956 von der Bundesrepublik Deutschland anerkannt wurde.
Heute besitzen die Gemeinden Ostbelgiens in etlichen Bereichen eine nicht unbedeutende Autonomie innerhalb der Deutschsprachigen Gemeinschaft in Belgien.
Am 1. Januar 1977 wurde die ehemals selbstständige Gemeinde Lommersweiler zusammen mit den bis dato auch eigenständigen Ortsgemeinden Crombach, Recht und Schönberg im Zuge des Zusammenschlusses belgischer Gemeinden der neu gebildeten Großgemeinde Sankt Vith angegliedert.

## Infrastruktur und Tourismus

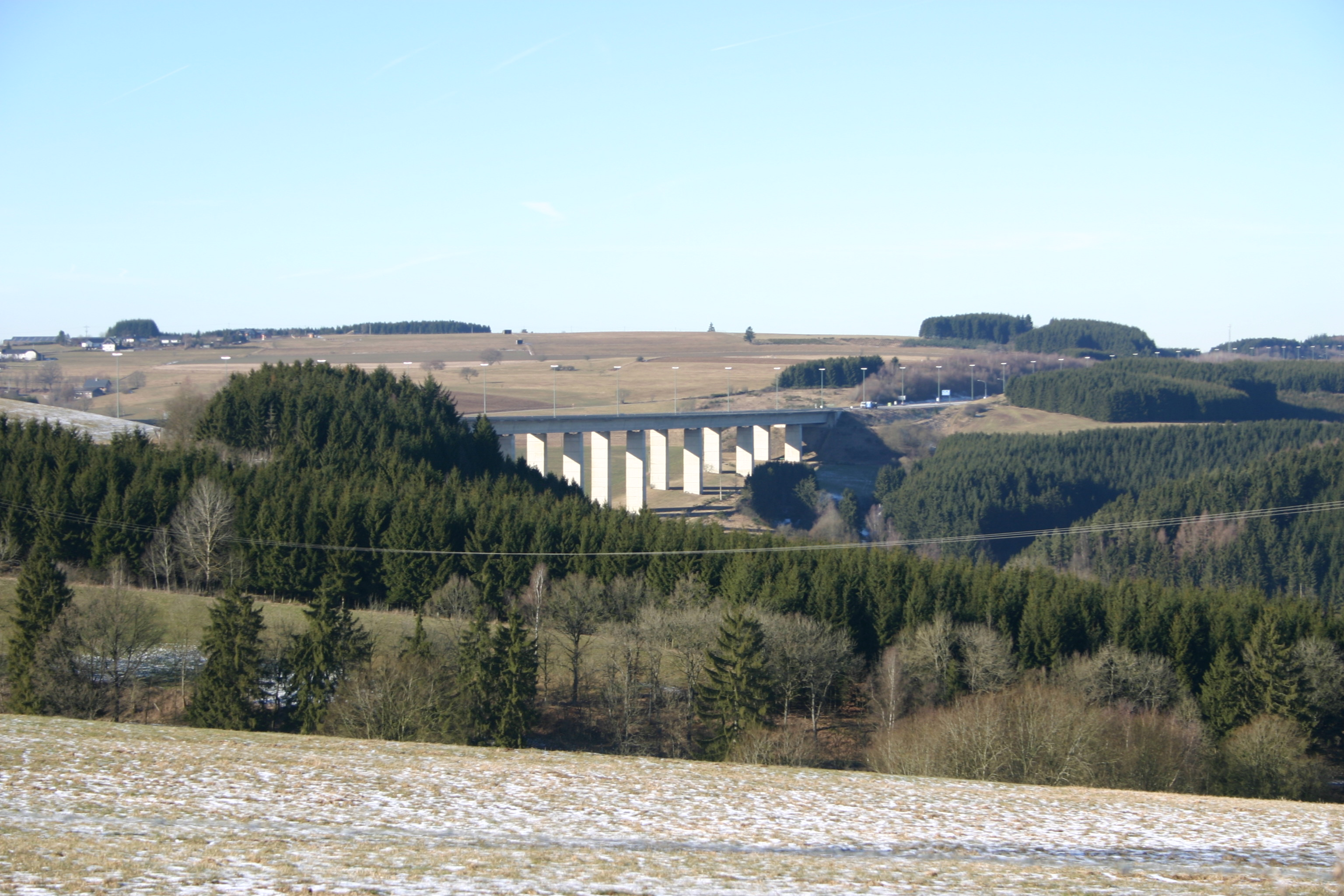
Ourtalbrücke

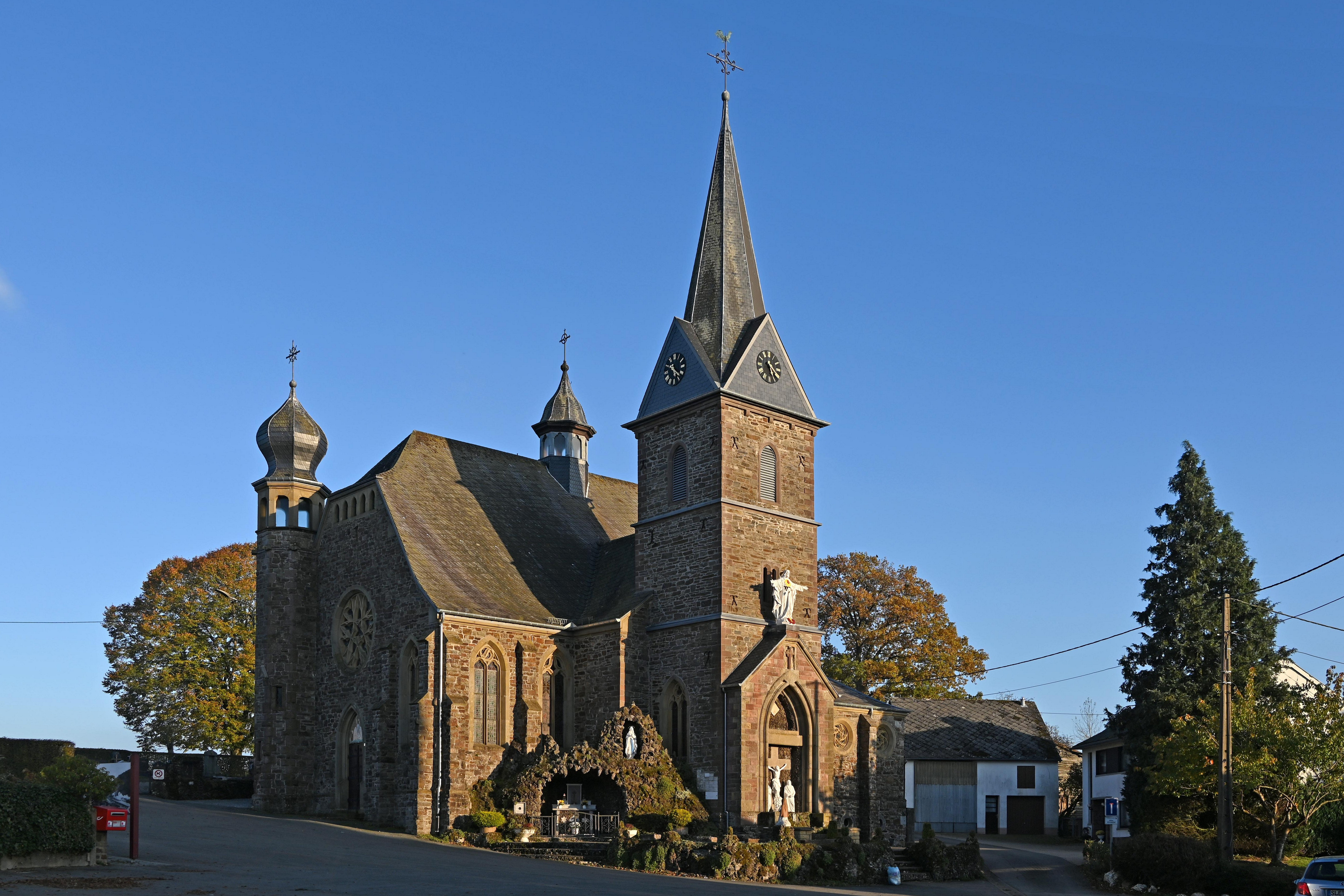
St. Willibrord

Unmittelbar nordöstlich des Ortes verläuft die belgische Autobahn A 27, die östlich der Grenze auf deutschem Gebiet in die A 60 (Europastraße 42) Lüttich-Verviers-Sankt Vith-Prüm-Bitburg-Wittlich übergeht. Das Dorf und seine Umgebung sind beim Weiler Dreihütten über die Abfahrt Steinebrück/Lommersweiler (Nr. 16) an diese Fernstraße angebunden.
Durch den Ort verliefen ehemals die bereits seit Jahrzehnten stillgelegte und mittlerweile wieder abgebaute Bahnstrecken, die im nördlichen Abschnitt von Sankt Vith bis zum Trennungsbahnhof Lommersweiler führten. Die sich hier trennenden Streckenäste führten als Teilabschnitt der Vennbahn weiter über Reuland nach Troisvierges in Luxemburg mit Anschluss an die Bahnstrecke Luxemburg–Spa bzw. als Westeifelbahn nach Deutschland über Bleialf (mit dem Bahnhof Bleialf), Pronsfeld und Prüm bis Gerolstein an der Eifelstrecke.
Auf Teilabschnitten der letzteren ehemaligen Bahnlinie entstand der auch durch Lommersweiler führende Eifel-Ardennen-Radweg von St. Vith nach Gerolstein mit Anbindung an weiterführende Fernradwege. sowie der Vennbahn-Radweg Aachen–Ulflingen.
Markantestes Bauwerk ist die Pfarrkirche St. Willibrord von 1924, die nicht unter Denkmalschutz steht.
Es gibt im Ort eine Grundschule und etliche Vereine, deren Spektrum vom Sport über Karneval bis zu Musikvereinen reicht.

## Sport
Der überregional erfolgreichste Sportverein in Lommersweiler ist der Volleyballclub VBC Lommersweiler, der in der 3. Division Belgiens spielt.

## Persönlichkeiten
- Bruno Thiry (* 1962), Rallye-Europameister 2003, wuchs in Lommersweiler auf[12]